# Изолатор
Електрическият изолатор е материал, чиито вътрешни електрически заряди не се придвижват свободно, тоест много малко електрически ток преминава през него под въздействието на електрично поле. Свойството, което различава изолатора от материали като проводници или полупроводници, които лесно провеждат електрически ток, е неговото високо електрическо съпротивление.
Идеален изолатор не съществува, защото дори изолаторите съдържат малък брой мобилни заряди (носители на заряд), които могат да пренасят електрически ток. Освен това, всички изолатори стават електрически проводими, когато се приложи достатъчно голямо електрическо напрежение, при което електричното поле изтласква електрони от атомите. Това е пробивното напрежение за изолатора. Някои материали като стъклото, хартията и тефлона, които имат високо съпротивление, са много добри електрически изолатори. По-голям клас материали, макар да могат да имат по-ниско съпротивление, все още са достатъчно добри за предотвратяване на преминаването на значителен ток при нормално използваните напрежения и следователно се използват за изолация при електрически инсталации и проводници. Примерите включват гумоподобни полимери и повечето пластмасти, които могат да бъдат реактопласти или термопласти по природа.
Изолаторите се използват в електрическото оборудване за поддържане и отделяне на електропроводниците, без да позволява на тока да преминават през тях. Изолиращият материал се използва масово за обвиване на електрически кабели или друго оборудване. Терминът подпорен изолатор също се използва и в по-тесен смисъл по отношение на изолационните опори, които се използват за скачване на разпределителни или преносни електрически проводници към електрически стълбове. Те поддържат тежестта на опънатите жици, без да позволяват на тока да преминава през стълба към земята.

## Физика на електрическата проводимост в твърди тела
Електрическата изолация представлява липса на електрическа проводимост. Електронната зонна теория (клон на физиката) гласи, че заряд се придвижва, ако са налични състояния, към които електроните да могат да се възбудят. Това позволява на електроните да спечелят енергия и следователно да се придвижат през проводников материал, като например метал. Ако не са налични такива състояние, то материалът е изолатор.
Повечето (но не всички) изолатори имат голяма забранена зона. Това се случва, тъй като валентната зона, съдържаща най-високоенергийни електрони, е пълна, а голяма енергийна бариера отделя тази зона от следващата над нея. Винаги съществува напрежение (наречено пробивно), което придава на електроните достатъчно енергия да се възбудят в тази зона. Веднъж щом това напрежение е преминато, материалът вече е лош изолатор. Това обикновено е придружено от физически или химически промени, които трайно увреждат изолационните свойства на материала.
Материалите, които нямат електронна проводимост, са изолатори, само ако нямат и други мобилни заряди.

### Пробив
Когато се подложат на прекалено високо напрежение съответно и интензитет на електричното поле, в изолаторите настъпва електрически пробив. Когато електричното поле, приложено върху изолиращия материал, надмине в коя да е точка от прага на пробива за съответния материал следва внезапен скок в големината на тока и възниква електрическа дъга през материала и околното пространство. Електрическият пробив настъпва тогава, когато електричното поле в материала е достатъчно силно да ускори свободните носители на заряд (електрони и йони, които винаги присъстват в малко количество) до достатъчно висока скорост, за да изблъскват електрони от атомите, когато ги удрят, което от своя страна йонизира самите атоми. Тези освободени електрони и йони на свой ред се ускоряват и удрят други атоми, създавайки още повече носители на заряд във верижна реакция. Много бързо изолаторът се изпълва с мобилни носители на заряд, а съпротивлението му спада. В твърдо тяло, пробивното напрежение е пропорционално на енергията на забранената зона. Когато настъпи коронен разряд, въздухът в района около проводника под високо напрежение може да започва да сияе да се йонизира без драстично покачване на тока. Все пак, ако районът на този въздух достигне друг проводник под различно напрежение, това би създало проводим път между тях и голям ток би протекъл през въздуха, образувайки електрическа дъга. Дори и вакуумът може да претърпи вид пробив, но в този случай дъгата включва заряди, изтласкани от металните електроди, а не произведени от самия вакуум.
Всички изолатори стават проводници при достатъчно висока температура, тъй като термалната енергия на валентните електрони е достатъчна да го постави в зоната на проводимост.

## Изолация на проводниците
Гъвкаво или твърдо изолиращо покритие често се прилага към електрически проводници (проводници или силови кабели). Проводниците не винаги използват изолиращо покритие, а само въздухът около тях, тъй като твърдото покритие може да е неподходящо или ненужно при дадените условия на експлоатация. Проводниците за средно и високо напрежение при въздушни линии тип (далекопроводи) винаги са голи. При коаксиалните кабели сърцевината на проводника трябва да се поддържа точно в средата на кухата обвивка, за да се запазят характеристиките на кабела в норми. Проводници в уреди през които преминава по-високо напрежение, могат да нанасят поражения по човешкото тяло, затова изолиращите покрития трябва да са да подсилени с няколко различни изолационни материали.
Някои проводници за обща употреба имат изолационно покритие без посочено работно напрежение, тъй като се приема че проводникът няма да бъде натоварван над определена граница. Изолиран проводник или кабел има посочени напрежение и максимално допустима температура на продължително нагряване когато е част от важна силова електрическа мрежа. Може да няма посочен капацитет за пренос на електрически ток, тъй като това може да зависи от околната среда (например околната температура).
В електронните системи, печатните платки се правят от епоксидна смола и фибростъкло. Непроводимите платки поддържат слоеве от медни проводници. В електронните устройства, малките и фини активни компоненти са вградени в непроводими епоксидни или фенолни пластмаси или в стъклени или керамични покрития.
В микроелектронните компоненти, като транзистори и интегрални схеми, силициевият материал обикновено е проводник, но лесно може избирателно да се превърне в добър изолатор чрез прилагане на топлина и кислород. Оксидираният силиций е кварц, което е основна съставка на стъклото.
При системите с високо напрежение, съдържащи трансформатори и кондензатори, течното изолационно масло е обичайният използван метод за предотвратяване на електрически разряд. Маслото замества въздуха в пространства, които трябва да издържат на значително високо напрежение без електрически пробив. Други високоволтови изолационни материали включват, инертни газове, дълбок вакуум или просто поставянето на проводниците достатъчно раздалечени, така че да се използва изолацията на въздуха.

## Изолация за електропреносните мрежи
Надземните проводници за пренос на електроенергия с високо напрежение са оголени и се изолират от околния въздух. Проводниците за по-ниско напрежение при електроразпределението може да имат и един слой изолация, но в някои електрически мрежи все пак се налага да са открити. Подпорните изолатори са нужни при електрически стълбове. Изолаторите са нужни и там, където проводникът навлиза в сграда или електрическо устройство като трансформатор или електрически прекъсвач, за да се изолира жицата от кутията.

### Материали
Използваните изолатори за високоволтов електропренос се изготвят от стъкло, порцелан или полимерен композитен материал. Порцелановите изолатори се правят от глина, кварц или алуминиев оксид и фелдшпат и се покриват с гладка глазура за по-лесно изливане на водата от тях. Порцелановите изолатори, богати на алуминиев оксид, се използват там, където е важна голямата механична здравина. Порцеланът притежава диелектрична сила от около 4 – 10 kV/mm. Стъклото има по-висока диелектрична устойчивост, но привлича кондензация, а дебелите неправилни форми нужни за изолацията са трудни за отливане без вътрешно напрежение. Някои производители на изолатори спират да произвеждат стъклени изолатори към края на 1960-те години, преминавайки към керамични материали.
Напоследък, в много електрически мрежи започват да се използват композитни материали за някои видове изолатори. Те обикновено са съставени от централен прът от фибро-подсилена пластмаса и външна обвивка от силициева гума или етилен-пропиленова мономерна гума. Композитните изолатори са по-евтини, по-леки и имат чудесни хидрофобни свойства. Обаче, тези материали все още не притежават доказания дълготраен експлоатационен живот на стъклото и порцелана.

### Дизайн
Електрическият пробив на изолатора вследствие на прекомерно напрежение може да настъпи по един от два начина:
- Пробив и проводимост на материала на изолатора, което причинява електрическа дъга през вътрешността на изолатора. Топлината от дъгата обикновено провежда изолатора непоправимо.
- Пробив и проводимост на въздуха около или по дължина на повърхността на изолатора, което причинява електрическа дъга извън изолатора. Обикновено изолаторите се проектират така, че да издържат на такива дъги без поражения.

Замърсяване, сол и особено вода по повърхността на високоволтовия изолатор могат да създадат проводим участък по него, което води до утечки и дъгов разряд. Утечното напрежение може да спадне с над 50%, когато изолаторът е мокър. Високоволтовите изолатори за монтаж на открито се оформят така, че да се увеличи максимално дължината на пътя на утечка по повърхността от единия край до другия, за да се намалят токовете на утечка. За да се постигне това, повърхността се излива в ред нагънати или концентрични дискови форми. Те обикновено включват едно или повече стрехи (ребра) – чашковидни повърхности, обърнати надолу, които играят ролята на чадърчета, които да пазят част от повърхността на изолатора суха при влажни условия. Минималното разстояние на тези участъци на утечка е 20 – 25 mm/kV, но то трябва да бъде увеличавано в области на високо замърсяване или морска вода.

### Видове
В зависимост от това дали електрическата инсталация се намира на закрито или на открито се използват различни изолатори с различни параметри. Самите изолатори могат да бъдат:
- Подпорни изолатори – осигуряват безопасни разстояния между тоководещите части и спрямо земята. Използват се за всички нива на средното напрежение. Българските подпорни изолатори за напрежение до 20 кV са обособени в три групи (A, B и C), с гранично разрушаващо натоварване на огъване съответно 3,75, 7,5 и 12,5 kN.
- Проходни изолатори – дават възможност за преминаване на неизолирани тоководещи части през преградни стени, плочи, корпуси на апарати и др.
- Апаратни изолатори – позволяват преминаването на неизолирани тоководещи части през корпусите на електрически апарати. Пълнят се с масло.
- Линейни (верижни) изолатори – изолират и закрепват голите проводници на въздушните електропроводи и тоководещи връзки в разпределителните уредби. Използват се само при инсталации на открито.
- Секционни изолатори – намират приложение в контактните мрежи.

| Линейно напрежение (kV) | Стрехи |
| ----------------------- | ------ |
| 34,5                    | 3      |
| 46                      | 4      |
| 69                      | 4      |
| 92                      | 7      |
| 115                     | 6      |
| 138                     | 8      |
| 161                     | 11     |
| 196                     | 13     |
| 230                     | 14     |
| 287                     | 15     |
| 345                     | 18     |
| 360                     | 23     |

### История
Първите електрически системи, използващи изолатори, са телеграфните линии. Прякото окачване на жици по дървените стълбове дава много лоши резултати, особено при влажни метеорологични условия. Първите стъклени изолатори, които се използват масово, имат неоребрени дупки. Тези стъклени части се закрепват на заострен дървен щифт, който стърчи от траверса на стълба Естественото свиване и разширяване на проводниците, вързани към тези изолатори, води до измъкването на изолаторите от щифтовете им. Едни от първите керамични изолатори в света започват да се произвеждат във Великобритания през 1840-те години от камък. Резбата по изолаторите, която се използва и до днес, е създадена през 1860-те години пак във Великобритания.
Изобретяването на линейните изолатори позволява преносът на електроенергия с високо напрежение. Докато напрежението на електропреносната мрежа нараства над 60 kV, нужните изолатори стават много големи и тежки, като изолаторите с безопасна граница от 88 kV достигат практическия лимит за производство. Линейните изолатори, от друга страна, могат да се свързват на низове с дължина, колкото е нужна за напрежението на линията.
В днешно време някои хора колекционират телефонни, телеграфни и електропреносни изолатори от исторически интерес.

## Изолация на антени
Предавателните радио антени се енергизират с високо напрежение и трябва да бъдат изолирани от земята. Използват се стеатитови гнезда. Те трябва да издържат не само напрежението на антената до земята, което може да достига до 400 kV при някои антени, но и самото тегло на конструкцията и динамичните сили. Гръмоотводите са задължителни, тъй като мълниите често удрят антени. За защита се използват специални изолатори с разрядници, които осигуряват разряд на мълнията към земя, без да повреждат системата.